# Шели Уинтърс
Шели Уинтърс (на английски: Shelley Winters) е американска актриса. 

## Биография
Шърли Шрифт е родена на 18 август 1920 г. в Сейнт Луис, Мисури, в еврейско семейство. Нейният баща, Джонас Фонт е бил дизайнер на мъжки облекла, а майка ѝ Роза Уинтърс била певица. Когато била на три години, семейството ѝ се премества в Ню Йорк. Там тя работи в актьорското студио „Hollywood Studio Club“, където нейната съквартирантка е Мерилин Монро. Тя също присъства на шекспировите курсове на Чарлз Лотън и известното „Actors Studio“ в Манхатън.

## Избрана филмография
| Година | Филм                       | Оригинално заглавие         | Роля               | Режисьор       |
| ------ | -------------------------- | --------------------------- | ------------------ | -------------- |
| 1950   | Уинчестър '73              | Winchester '73              | Лола Манърс        | Антъни Ман     |
| 1951   | Място под слънцето         | A Place in the Sun          | Алис Трип          | Джордж Стивънс |
| 1959   | Шансове за утрешния ден    | Odds Against Tomorrow       | Лори               | Робърт Уайз    |
| 1959   | Дневникът на Ани Франк     | The Diary of Anne Frank     | Петронела Ван Даан | Джордж Стивънс |
| 1962   | Лолита                     | Lolita                      | Шарлот Хейс        | Стенли Кубрик  |
| 1976   | Наемателят                 | Le Locataire                | портиерка          | Роман Полански |
| 1977   | Един дребен, дребен буржоа | Un borghese piccolo piccolo | Амалия Вивалди     | Марио Моничели |
| 1986   | Делта Форс                 | The Delta Force             | Еди Каплан         | Менахем Голан  |